# Jamilah Sabur
Jamilah Sabur (1987, Saint Andrew, Jamaica) é uma artista contemporânea jamaicana que trabalha em diferentes disciplinas como performance, instalação, vídeo, geografia, identidade e linguagem. Sabur reside em Miami, na Flórida.   

## Biografia
Jamilah Sabur nasceu em 1987 na paróquia de Saint Andrew, Jamaica.  Ela recebeu o título de bacharelado em Escultura Interdisciplinar em 2009, do Maryland Institute College of Art (MICA), em Baltimore; e concluiu o mestrado em Artes Visuais em 2014 pela Universidade da Califórnia, San Diego.
Em 2018, ela foi artista residente no Crisp-Ellert Art Museum do Flagler College em St. Augustine, na Flórida. Em 2019,  Sabur apresentou um projeto comissionado para o Hammer Museum da Universidade da Califórnia. O evento de abertura da exposição ocorreu em conjunto com a inauguração de uma exposição individual da artista visual Tschabalala Self.  

Em uma resenha da exposição, o crítico Mark Jenkins escreveu no The Washington Post, em 2020, sobre sua conversa por email com a artista a respeito de sua relação com a natureza.
“Passei muito tempo no deserto pensando em como um corpo navega no espaço em um sentido filosófico. Fiz gestos efêmeros na terra que depois se transformaram em esculturas e cenários para performance.” 
O Pérez Art Museum Miami apresentou a mostra coletiva The Other Side of Now: Foresight in Caribbean Contemporary Art, em 2019. O trabalho de Jamilah Sabur foi incluído ao lado de outros treze artistas do Caribe e sua diáspora, que abordaram a representacao da cultural visual e material caribenha na contemporaneidade. A principal questão da exposição era "como seria um futuro caribenho?" 
Para a Bienal de Arte Prospect .5: Ontem dissemos amanhã em 2021, evento que acontece em Nova Orleans a cada dois anos, Sabur apresentou Bulk Pangea, uma videoinstalação comentando a relação entre Louisiana, Bélgica, o Duque de Wellington, Napoleão, e o comércio transatlântico entre a África e as Américas. 

Pieter Bruegel the Elder, The Harvesters – Google Art Project

Em 2022, a artista apresentou um novo corpo de trabalho em uma exposição individual intitulada The Harvesters no Bass Museum of Art, em Miami, Flórida, na qual faz referência à pintura de mesmo nome do pintor Pieter Bruegel, o Velho, datada em 1565. 

## Exposições
- 2023 Here and Now: Recent Acquisitions, Galeria de Arte da Universidade de Maryland, Baltimore[17]
- 2022 Jamilah Sabur: The Harvesters, The Bass Museum of Art, Miami, Flórida[18]
- 2022 Eltanin, Broadway Gallery, Nova York, Nova York[19] (exposição individual)
- 2021 La montagne fredonne sous l'océan / A montanha canta debaixo d'água, Fondation PHI, Momenta Biennale, Montreal, Québec (exposição individual)
- 2020 Observations: Selected Works by Jamilah Sabur, Galeria de Arte da Universidade de Maryland, Baltimore[20] (exposição individual)
- 2020 Consertando o Céu, Museu de Arte de Nova Orleans, Nova Orleans
- 2019 Hammer Project: Jamilah Sabur, Hammer Museum, Universidade da California, Los Angeles[2] (exposição individual)
- 2019 Parallels and Peripheries, Museu de Arte Contemporânea de Detroit, Michigan
- 2019 The Other Side of Now, Pérez Art Museum Miami[12] [21]
- 2017 Se definido, então indefinido, Dimensions Variable, Miami [22] [23] (exposição individual)

## Coleções
O trabalho de Jamilah Sabur está incluído em coleções permanentes de museus internacionais pelo mundo.
- Pérez Art Museum Miami, Flórida [24]
- Museu de Arte de Nova Orleans, Louisiana [25]
- Bass Museum of Art, Flórida
- Universidade de Maryland, Baltimore